# Бабайцев, Иван Фёдорович
Иван Фёдорович Бабайцев (4 сентября 1897, Тамбовская губерния — 7 марта 1967, Москва) — советский железнодорожник, Герой Труда первой пятилетки, начальник Ленинской железной дороги (1938—1942), генерал-директор тяги III ранга (1943), уполномоченный Государственного Комитета Обороны, Почётный железнодорожник.

## Биография[1][2][3]
Родился в семье железнодорожника. В 1908—1911 годах учился в железнодорожной школе, затем начал работать на Юго-Восточной железной дороге ремонтным рабочим, бригадиром пути, слесарем паровозного депо, помощником машиниста станции Козлов и депо Грязи. В 1917—1929 годах — паровозный машинист станции Козлов, (в 1920 году — машинист бронепоезда, сражавшегося против банд Махно). В 1929—1936 годах — паровозный машинист, машинист-инструктор депо Кочетовка Московско-Казанской железной дороги, Мичуринск.
За 19 лет работы машинистом был участником трех Всесоюзных конкурсов на лучшую работу машиниста. По результатам первого конкурса получил звание лучшего машиниста района, во втором и третьем конкурсах стал «лучшим машинистом железных дорог СССР» и удостоен звания «Герой Труда». В 1933 году занял первое место во Всесоюзном соревновании паровозных бригад. Занесен на доску почета СССР им. XVII партсъезда. Получил звание «Ударник Сталинского призыва». В 1935 г. присвоено звание механика первого класса. Постановлением ЦИК СССР от 5 августа 1935 года «За образцовую и успешную работу по подъему железнодорожного транспорта, за активную и энергичную борьбу с крушениями и авариями» был награждён орденом Ленина. Постановлением СНК СССР от 11 января 1936 года за подписью Председателя СНК В. М. Молотова утвержден членом Совета при НКПС.
В 1935 году, в Трансжелдориздате вышла его первая книга (81 стр.) в помощь паровозным бригадам: «Без аварий. Мой опыт работы на паровозе № 703-62». С 1936 года вел лекционную работу в Московском институте инженеров транспорта им. И. В. Сталина в «Стахановской школе», на кафедре «Подвижного состава тяги железных дорог». В последующем, им были подготовлены и изданы ещё три книги практической направленности.
С 1936 по 1937 год — заместитель начальника паровозного депо, начальник паровозного отделения депо Кочетовка Ленинской железной дороги. В 1938 году был назначен сначала заместителем, а в конце года — начальником Ленинской железной дороги и проработал на этой должности до апреля 1942 года.
В течение предвоенных, 1939—1941 годов на Ленинской железной дороге под его руководством осуществлялись масштабные работы по увеличению пропускной способности дороги, обеспечению безаварийности движения, развитию паровозного и иного дорожного хозяйства. Помимо этого, было завершено строительство и обеспечен ввод в эксплуатацию второй очереди «Малой Ленинской железной дороги Архивная копия от 30 марта 2016 на Wayback Machine». Впоследствии многие юные железнодорожники заменили своих отцов и братьев, работая на Ленинской железной дороге во время войны.
В ходе Московской битвы, на Ленинскую железную дорогу легла значительная часть нагрузки по обеспечению войск Западного и Юго-западного фронтов и по эвакуации промышленных предприятий Москвы и Московской области вглубь страны. Осенью 1941 года из одиннадцати сходившихся к Москве железных дорог работали только четыре. В 1941 году на Ленинской железной дороге в короткий срок были построены, укомплектованы железнодорожниками и отправлены на фронт три бронепоезда, в том числе и бронепоезд «Железнодорожник».
В 1942—1943 годах — старший ревизор Центрального управления паровозного хозяйства НКПС. Постановлением ГКО от 21.07.1942 года за подписью И. В. Сталина назначен Уполномоченным ГКО «по Донецкому угольному бассейну по отгрузке угля и наливу нефтепродуктов для железных дорог».
В 1943 году ему присвоено звание Генерал-директор тяги III ранга. В 1943—1946 году — первый заместитель начальника Московско-Курской железной дороги. Во время Курской битвы, по поручению члена Политбюро, секретаря ЦК ВКП(б) А. А. Андреева командирован в прифронтовые области (Орловская и Курская) Уполномоченным для организации работ «по продвижению посевного зерна». Приказом от 19.09.1943 года Наркома путей сообщений СССР Кагановича Л. М. утвержден Уполномоченным НКПС «По оборонным перевозкам».
С 1946 по 1951 год — первый заместитель начальника Белостокской железной дороги (Гродно), начальник Ивановского отделения Ярославской железной дороги (Иваново), а в 1951—1957 годах — ревизор Главного управления локомотивного хозяйства МПС СССР.
Член ВКП(б) с 1930 года. Избирался членом узлового комитета РКП (б)депо Кочетовка, членом горкома РКП(б) Мичуринска, Воронежского и Тамбовского обкомов партии, членом железнодорожного райкома партии Москвы. В 1935—1936 годах избирался делегатом VII и чрезвычайного VIII Съезда Советов. На VII съезде был избран членом редакционной коллегии по выработке Конституции СССР. В 1948 году был избран депутатом городского Совета трудящихся города Иваново.
С 1957 года персональный пенсионер союзного значения. Умер 7 марта 1967 года, похоронен в Москве на Ваганьковском кладбище.

## Награды
- За заслуги, достигнутые во Всесоюзных соревнованиях машинистов в первой пятилетке (1927—1933 гг.) удостоен звания «Герой Труда».
- Награждён 2 орденами Ленина (в том числе, 05.08 1935), Орденом «Знак Почета» (23.11.1939), орденом Красной звезды (1945), медалями: «За оборону Москвы», «За оборону Кавказа», «За победу над Германией», «За доблестный труд в Великой Отечественной войне 1941—1945 гг.», «В память 800-летия Москвы».
- Награждён знаками Почетному железнодорожнику, Отличный паровозник и Ударник Сталинского призыва.

## Семья
- Жена — Бабайцева (Иванова) Ольга Петровна 1896—1989
- Дети
  - Бабайцев Владимир Иванович 1920—2007, железнодорожник, заместитель начальника депо Москва-Курская руководящий работник МПС СССР
  - Синюкова (Бабайцева) Вера Ивановна 1922—2014, работник железнодорожного транспорта, в 1942—1946 гг. шифровальщик транспортного отдела НКВД Ленинской дороги, Центрального секретно-шифровального отдела НКПС.
  - Собкина (Бабайцева) Антонина Ивановна 1925—2005 переводчик Министерства внешней торговли СССР, учитель московской средней школы